# الصغيرية (وشحة)

تعديل مصدري - تعديل

الصغيرية هي إحدى قرى عزلة بنى سعد بمديرية وشحة التابعة لمحافظة حجة، بلغ تعداد سكانها 160 نسمة حسب تعداد اليمن لعام 2004.